# Претт (округ, Канзас)
Шаблон:StateAbbr_ 37°39′24″ пн. ш. 98°44′24″ зх. д. / 37.656666666667° пн. ш. 98.74° зх. д.
Округ Претт (англ. Pratt County) — округ (графство) у штаті Канзас, США. Ідентифікатор округу 20151.

## Історія
Округ утворений 1867 року.

## Демографія
За даними перепису 
2000 року 
загальне населення округу становило 9647 осіб, зокрема міського населення було 6407, а сільського — 3240.
Серед мешканців округу чоловіків було 4674, а жінок — 4973. В окрузі було 3963 домогосподарства, 2641 родин, які мешкали в 4633 будинках.
Середній розмір родини становив 2,93.
Віковий розподіл населення поданий у таблиці:
| Стать    | До 15 років | 15-21 | 22-29 | 30-39 | 40-49 | 50-65 | 65-85 | Понад 85 |
| -------- | ----------- | ----- | ----- | ----- | ----- | ----- | ----- | -------- |
| Чоловіки | 948         | 603   | 346   | 522   | 788   | 716   | 655   | 96       |
| Жінки    | 914         | 561   | 334   | 571   | 783   | 710   | 901   | 199      |

## Суміжні округи
- Стаффорд — північ
- Ріно — північний схід
- Кінгмен — схід
- Барбер — південь
- Кайова — захід
- Едвардс — північний захід

## Виноски
1. ↑  U.S. Decennial Census. United States Census Bureau. Процитовано 28 липня 2014.
2. ↑  Historical Census Browser. University of Virginia Library. Архів оригіналу за 11 серпня 2012. Процитовано 28 липня 2014.
3. ↑  Population of Counties by Decennial Census: 1900 to 1990. United States Census Bureau. Процитовано 28 липня 2014.
4. ↑  Census 2000 PHC-T-4. Ranking Tables for Counties: 1990 and 2000 (PDF). United States Census Bureau. Процитовано 28 липня 2014.
5. ↑  State & County QuickFacts. United States Census Bureau. Архів оригіналу за 1 липня 2011. Процитовано 28 липня 2014.(англ.) Наведено за англійською вікіпедією.
6. ↑  American FactFinder. Бюро перепису населення США. Архів оригіналу за 26 лютого 2012. Процитовано 31 січня 2008.

| США | Це незавершена стаття з географії США. Ви можете допомогти проєкту, виправивши або дописавши її. |